# 安定门东大街
39°56′57″N 116°25′09″E / 39.9491984°N 116.4192752°E
安定门东大街是位于中国北京市东城区北部的一条大街。是北京二环路的一部分。因位于北京内城安定门东侧而得名。

## 简介
安定门东大街北起安定门立交桥东端，南至东直门北立交桥西端。原为北京内城北护城河，后地下修建北京地铁，地上修筑道路。并定名为“安定门东大街”。